# Verband der kämpfenden Gottlosen

Plakat des Verbandes 1929: Im Zeitalter der Industrialisierung gehört Jesus auf den Müll.

Der Verband der kämpfenden Gottlosen (rus. Сою́з вои́нствующих безбо́жников) war ein von 1929 bis 1947 in der Sowjetunion existierender atheistischer Verein. Er war auf Grundlage des seit 1925 in Moskau existierenden Verbandes der Gottlosen gegründet worden, der seinerseits ging aus der Gesellschaft der Freunde der Zeitung „Besboschnik“ hervor. Die Organisation stand der sowjetischen kommunistischen Partei nahe. Ihr Anführer war Jemeljan Jaroslawski.

## Religionspolitik
Gemäß Lenins Formel, dass der Kampf gegen die Religion „das ABC des gesamten Materialismus und folglich auch des Marxismus“ sei, war das erklärte Ziel der Organisation die propagandistische Bekämpfung der Russisch-Orthodoxen Kirche, darüber hinaus aber auch anderer Religionsgemeinschaften. Der Verband war Mitglied der Internationalen Freidenkerunion.
Die von der KPdSU gesteuerte Gottlosenbewegung erreichte 1932 mit fünfeinhalb Millionen Mitgliedern ihren Höchststand. 1936 beendete die Stalin-Verfassung die Diskriminierung der staatsbürgerlichen Rechte von Geistlichen, Anfang 1941 hatte die Organisation noch 3,5 Millionen Mitglieder aus 100 Nationen.
Nach dem Überfall Deutschlands auf die Sowjetunion 1941 stellte Stalin vorübergehend die antireligiösen Publikationen ein, und die Orthodoxe Kirche segnete ihrer russisch-patriotischen Tradition folgend die Waffen der Roten Armee.

## Nachfolgeorganisationen
Da der Atheismus als grundlegender Bestandteil des Marxismus-Leninismus galt, wurden nach dem Krieg Nachfolgebewegungen gegründet, deren erklärtes Ziel die sogenannte „wissenschaftlich-atheistische Propaganda“ war. Daher entstand 1947 die Allunions-Gesellschaft zur Verbreitung wissenschaftlicher und politischer Kenntnisse; sie wurde 1963 in Allunions-Gesellschaft Wissen umbenannt.

## Atheismus als Bildungsziel
Atheismus war in der Sowjetunion Teil des Lehrplanes an Schulen. Der historische und dialektische Materialismus war vom Beginn der 1960er Jahre bis zum Zerfall der Sowjetunion Pflichtfach an Universitäten und Hochschulen.